# بابکن آستواتساتریان
بابکن آشوتی آستواتساتریان (ارمنی: Բաբկեն Աշոտի Աստվածատրյան؛ زادهٔ ۱۹۰۵ - درگذشته ۲۷ سپتامبر ۱۹۶۰) یک سیاستمدار اهل ارمنستان است که از تاریخ ۱۹۳۷ تا تاریخ ۱۹۴۰ سمت وزیران بهداشت ارمنستان شوروی را برعهده داشت.
از تاریخ ۱۴ آوریل ۱۹۵۴ تا تاریخ ۳۱ مارس ۱۹۵۵ سمت شهردار ایروان را برعهده داشت.

## زندگی‌نامه
در ۱۹۰۵ در کاناکر به دنیا آمد و از دانشگاه دولتی ایروان فارغ‌التحصیل شد. وی همچنین برنده نشان لنین و نشان پرچم سرخ کار شده‌است. وی در ۲۷ سپتامبر ۱۹۶۰ در سن ۶۱ سالگی در ایروان درگذشت و در آرامستان مرکزی ایروان (توخماخ) به خاک سپرده شد. 